# جيمس ويليام جونستون
جيمس ويليام جونستون هو محامي وقاضي وسياسي كندي، ولد في 29 أغسطس 1792 في جامايكا، وتوفي في 21 نوفمبر 1873 في شلتنهام في المملكة المتحدة. انتخب عضو مجلس نواب نوفا سكوتيا وانتخب رئيس وزراء نوفا سكوتيا ‏ (1857 – 1860).